# Stigmella glutinosae
Stigmella glutinosae là một loài bướm đêm thuộc họ Nepticulidae. Loài này có ở khắp châu Âu (trừ Iceland, Tây Ban Nha và phần phía nam của bán đảo Balkan).
Sải cánh dài 4.4-5.2 mm. Con trưởng thành bay vào tháng 5. Có hai lứa trưởng thành một năm.
Ấu trùng ăn Alnus glutinosa, Alnus cordata, Alnus incana, Alnus subcordata và Alnus viridis. Chúng ăn lá nơi chúng làm tổ. 